# Arenaria biflora
Arenaria biflora là loài thực vật có hoa thuộc họ Cẩm chướng. Loài này được Carl von Linné mô tả khoa học đầu tiên năm 1767.